# Giacomo Grecis
Giacomo Maria Gregis (Covo, 8 marzo 1840 – Gaeta, 14 marzo 1861) è stato un militare italiano, insignito della medaglia d'oro al valor militare a vivente nel corso della prima guerra d'indipendenza italiana.

## Biografia
Nacque a Covo, provincia di Bergamo, l'8 marzo 1840, figlio di Angelo e di Margherita Riva. Si arruolò nei Cacciatori delle Alpi il 7 giugno 1859, e sotto il comando di Giuseppe Garibaldi partecipò alla seconda guerra d'indipendenza italiana combattendo sulla strada di Trento contro l'Impero austriaco fino a quando l'armistizio di Villafranca non interruppe le operazioni belliche. Allo scioglimento dei Corpi Volontari, ottenne di arruolarsi nell'Armata sarda e nel dicembre dello stesso anno fu destinato a prestare servizio, come cannoniere di 2ª classe, nel Reggimento artiglieria da piazza.
In vista dell'inizio della campagna militare nelle Marche e nell'Umbria, il 1º agosto 1860 fu trasferito alla 5ª batteria del 3º Reggimento, che faceva parte del parco d'assedio.
Conclusasi con la resa della città di Ancona la breve campagna, le truppe regolari piemontesi furono mandate nell'Italia meridionale dove Garibaldi nella battaglia del Garigliano e in quella del Volturno aveva battuti l'esercito del Regno delle Due Sicilie.
Il 12 novembre 1860 anche la 5ª batteria prese posizione davanti alla piazzaforte di Gaeta. Le operazioni militari contro la città iniziarono ebbero il 13 novembre, ma l'artiglieria aprì il fuoco solo due mesi più tardi, al cessare dell'armistizio chiesto dalla Francia. L'8 gennaio 1861, infatti, dalle 8:00 alle 17:00, tutte le batterie spararono senza interruzione, ed egli rimase ferito al viso ed al petto rifiutandosi di abbandonare il suo posto di combattimento. Rimasto nuovamente ferito il 22 gennaio, rimase ancora al suo posto. Il 9 febbraio lo scoppio ravvicinato di una granata nemica gli troncò il braccio destro. Rifiutato ogni soccorso ed incurante della ferita rimase con gli altri serventi alle manovre dei pezzi. Trasportato d'urgenza al deposito d'ambulanza dell'armata fu sottoposto alla amputazione del braccio, spegnendosi presso l'ambulanza del IV Corpo d'armata il 14 marzo successivo.
Con Regio Decreto 1 giugno 1861 fu insignito della medaglia d'oro al valor militare alla memoria.